# حسن گونگور
حسن گونگور (ترکی استانبولی: Hasan Güngör؛ ۵ ژوئیه ۱۹۳۴ – ۱۳ اکتبر ۲۰۱۱) کشتی‌گیر آزاد اهل ترکیه بود.
وی در مسابقات کشوری و بین‌المللی در مجموع برندهٔ ۴ مدال طلا، ۵ مدال نقره، ۳ مدال برنز شده‌است.